# 20265 Yuyinchen
20265 Yuyinchen este un asteroid din centura principală de asteroizi.

## Descriere
20265 Yuyinchen este un asteroid din centura principală de asteroizi. A fost descoperit pe 20 martie 1998 la Socorro, New Mexico, în cadrul proiectului LINEAR. Asteroidul prezintă o orbită caracterizată de o semiaxă mare de 2,34 ua, o excentricitate de 0,08 și o înclinație de 2,4° în raport cu ecliptica.